# Сандомирский, Юрий Израилевич
Юрий Израилевич Сандомирский (около 1870 — 1927) — русский прозаик, журналист, издатель.
Место и дата рождения неизвестны.
Работал в Одессе, Екатеринославе и других городах юга России.
В 1902 году издал в Одессе семь выпусков «Южно-русского альманаха».
Был членом партии эсеров.
В 1918 году находился в Томске, в 1919 году — в Барнауле. 10 декабря 1919 года на общем собрании партизан и подпольщиков был избран первым председателем Алтайского губернского ревкома. Пробыл на этой должности несколько дней.
Умер в Москве в 1927 году, похоронен на Новодевичьем кладбище (участок №3, ряд 59, место 9).
Сын — Зиновий Юрьевич Сандомирский (1891—1938 (?)), большевик-подпольщик.
Дочь — Беатриса Юрьевна Сандомирская (1894—1974), скульптор, художник.
Написал фантастический роман «Грядущая война: (Бессилие сильных)», который печатался в одном из московских издательств в 1926 году. Роман остался незаконченным — всего было издано 2 выпуска по 32 страницы В романе, в духе того времени, описывается мировая революция в недалёком будущем.

## Публикации
- Сандомирский Ю. Спартак : Трагедия в 5 д. и 8 картинах : По Джиованиоли. — Одесса: А. И. Гомберг, 1917. — 76 с.
- Сандомирский Ю. В борьбе за тюрьму. — 1919.
- Сандомирский Ю. Грядущая война: (Бессилие сильных). — 1926.
- Сандомирский Ю. Пути антисемитизма в России. — М.—Л.: Госиздат, 1928. — 50 с. — 5000 экз.